# Świerkowo (Mazovie)
Pour les articles homonymes, voir Świerkowo.
Świerkowo (prononciation : [ɕfjɛrˈkɔvɔ]) est un village polonais de la gmina de Świercze dans le powiat de Pułtusk de la voïvodie de Mazovie dans le centre-est de la Pologne.
Il se situe à environ 26 kilomètres à l'ouest de Pułtusk (siège du powiat) et à 51 kilomètres au nord-ouest de Varsovie (capitale de la Pologne).

## Histoire
De 1975 à 1998, le village appartenait administrativement à la voïvodie de Ciechanów.